# Eschbach (Baixo Reno)
Eschbach é uma comuna francesa na região administrativa de Grande Leste, no departamento Baixo Reno.